# Reacció d'inserció de monòxid de carboni
En química organometàl·lica la reacció d'inserció de monòxid de carboni és una inserció-1,1 de CO en enllaços M-alquil o M-aril.

## Mecanisme
Tot i que s'anomena inserció de CO, el que realment succeeix és que el grup alquil migra sobre un dels CO que són lligands del compost organometàl·lic on té lloc la reacció. A continuació un grup CO fa un atac al compost organometàl·lic, ja que a causa de la migració aquest és de 16 electrons i pot ampliar la seva coordinació per a fer un compost de 18 electrons, el qual serà estable perquè segueix la regla dels 18 electrons.